# Hazara

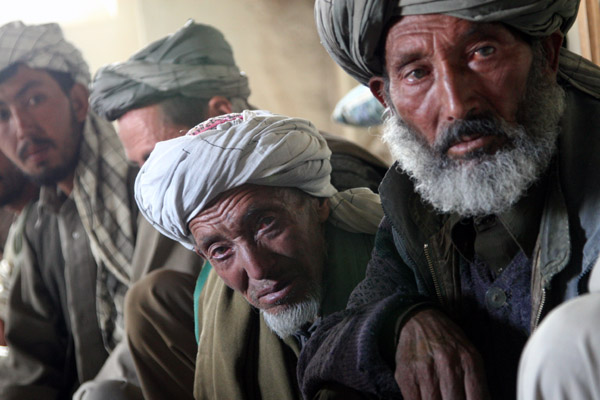
Hazaramannen

De Hazara (Perzisch: هزاره Həzārə) zijn een etnische groep uit Centraal-Azië die tegenwoordig hoofdzakelijk in het centrale berggebied van Afghanistan
woont. Ook Iran en Pakistan kennen aanzienlijke groepen Hazara's. De Hazara's spreken Hazaragi en Dari, respectievelijk een dialect en variëteit van het Perzisch.

## Geschiedenis en oorsprong
De geschiedenis van het Hazaravolk is niet volledig in kaart gebracht. De oorsprong ligt waarschijnlijk bij de Mongoolse en Turkse volkeren die tussen de 13e en de 15e eeuw geleidelijk het onvruchtbare berggebied tussen Perzië, Centraal-Azië en India binnendrongen en zich vermengden met de lokale Iraanse bevolking en hun taal adopteerden. Verder moet er ook op gewezen worden dat Turks-Mongoolse volkeren, zoals de Hunnen, al aanwezig waren in het huidige Afghanistan en daarom mogelijk ook een rol hebben gespeeld in de etnogenese van dit volk. De Hazara's worden voor het eerst genoemd in Baburs dagboek in de vroege zestiende eeuw. De meeste Hazara's bekeerden zich tot het Sjiisme in de tijd van de Safawiden en vormen momenteel een religieuze minderheid in Afghanistan waar de meesten Soennitisch zijn.
Genetisch gezien zijn de Hazara's verwant aan de Oezbeken en Turkmenen, die in het noorden en noordoosten van Afghanistan wonen. Hazara's spreken Dari, een Iraanse taal en geen Turkse taal zoals de Oezbeken en Turkmenen spreken. Dit komt doordat ze cultureel meer verwant zijn aan Iraanse volkeren zoals de Tadzjieken, die ook Dari spreken. Daarnaast hebben bepaalde Hazarastammen een genetische verwantschap met de Mongolen, die in de twaalfde eeuw een groot rijk stichten van China tot Oost-Europa.
Vanwege hun geloof en uiterlijke kenmerken worden de Hazara's gediscrimineerd in Afghanistan. Ze werden in de 19e eeuw vervolgd, en volgens sommige bronnen werd ruim de helft van de Hazara's uitgemoord of verdreven door koning Abdoer Rahman Khan (die ook veel van hen tot slaven maakte), maar Encyclopædia Iranica geeft wel aan dat een dergelijke schatting moeilijk te verifiëren is. Veel Hazara's vluchtten toen naar Brits-Indië (tegenwoordig Pakistan en India). In de 20ste eeuw werden Hazara's als tweederangsburgers behandeld door de Pashtun. De Sovjetoorlog leidde ertoe dat Afghanen, waaronder ook de Hazara's, gingen samenwerken in de strijd tegen de communisten. Na de oorlog tegen de Sovjet-Unie kwamen krijgsheren aan de macht in delen van het land. Die gingen met elkaar in strijd om de macht over heel Afghanistan. De taliban nam in 1996 de macht over en vervolgde de Hazara vanwege hun geloof. Het kwam tot massamoorden, die zelfs beschouwd worden als een genocide. De taliban vernietigde in 2001 de Boeddha's van Bamyan, die eeuwen beschermd werden door de Hazara.
Na de val van de talibanregering in 2001 kregen de Hazara's meer rechten, maar nog steeds worden zij slachtoffer van geweld door de taliban en andere extremistische groeperingen.
Sommige hazaras hebben deelgenomen aan het anti-Pathanen geweld in het noordelijke deel van Afghanistan.

## Godsdienst
Hazara's zijn hoofdzakelijk sjiitische moslims, hoewel er ook soennitische en ismaïlitische Hazara's in noordelijk en noordwestelijk Afghanistan wonen. De Hazara worden agressief vervolgd door islamisten zoals de Taliban, maar ook de Afghaanse tak van IS. Veel Hazaras zijn Christenen en de meeste Christenen uit Afghanistan zijn Hazara's. De meeste Hazara-christenen zijn bekeerlingen tot het Christendom, maar velen zijn altijd christen geweest.

## Politiek
Sinds de vroege jaren 90 van de 20e eeuw zijn de meeste Hazara's lid van de politieke partij Hizb-e-Wahdat. Het invloedrijkste lid was Abdul Ali Mazari, die door de taliban op een brute manier werd vermoord. Zijn dood maakte hem tot de symbolische leider van veel Hazara's. Hij kreeg de bijnaam Baba (Vader). Leden van de partij zijn onder anderen Mohammad Karim Khalili en Ustad Mohaqiq.

## Migratie
Om de gevaren van Afghanistan te ontlopen emigreren vele Hazara's. Veel voorkomende bestemmingen zijn:
- Iran
- Australië
- Europa, onder andere Zweden, Denemarken, Noorwegen, Verenigd Koninkrijk en Duitsland.

## Varia
In Afghanistan gelden de Hazara als een ambitieus volk. De bevolking van de Hazara groeit snel. Azizullah Royesh nam in 2010 deel aan de Global Teacher Prize, hij werd 7de. Bij de presidentsverkiezingen in 2009 behaalde Hazarakandidaat Ramazan Bashar Dost de derde plaats achter de zittende president Karzai en Abdullahi. In de door Hazara's gedomineerde provincies Bamyan en Daikondi behaalde Dost zelfs meer stemmen dan dit tweetal.